# 하나카와촌 (이바라키현)
하나카와촌(華川村)은 이바라키현 다가군에 일찍이 존재했던 촌이다. 

## 지리
- 현재의 기타이바라키시 서부에 해당한다.
- 촌은 다가산지에 위치하고 있어 산이 많은 지형이다.
- 촌내에는 하나조노강이 흐른다.

## 역사
- 1889년 4월 1일 - 정촌제 시행에 의해 다가군 하나카와촌이 성립하였다.
- 1955년 4월 1일 - 이소하라정과 합병해 새로운 이소하라정이 성립하여, 하나카와촌은 소멸하였다.

## 인구
| 1891년 | 2,274 |
| 1902년 | 2,364 |
| 1920년 | 6,778 |
| 1935년 | 4,917 |
| 1947년 | 6,850 |
| 1950년 | 7,580 |

## 참고문헌
- 角川日本地名大辞典編纂委員会『角川日本地名大辞典 8 茨城県』、角川書店、1983年 ISBN 4040010809